# コウガイケカビ
コウガイケカビ (Choanephora) は、接合菌門接合菌綱ケカビ目に属するカビの一群である。熱帯を中心に分布し、十数種が記載されている。

## 概説
日本で最もよく見かけるのは C. cucurbitarum である。このカビは、よくウリ科やアオイ科の植物の花や若い果実についているのが見られる。
夏にカボチャやキュウリ、あるいはフヨウやオクラの花が枯れてしおれたものを見ると、その表面に一面にカビが生えているのを見ることができる。個々の胞子の柄が見えて、光を反射してキラキラしていれば、多分このカビである。この状態では単胞子性小胞子嚢をつけている。

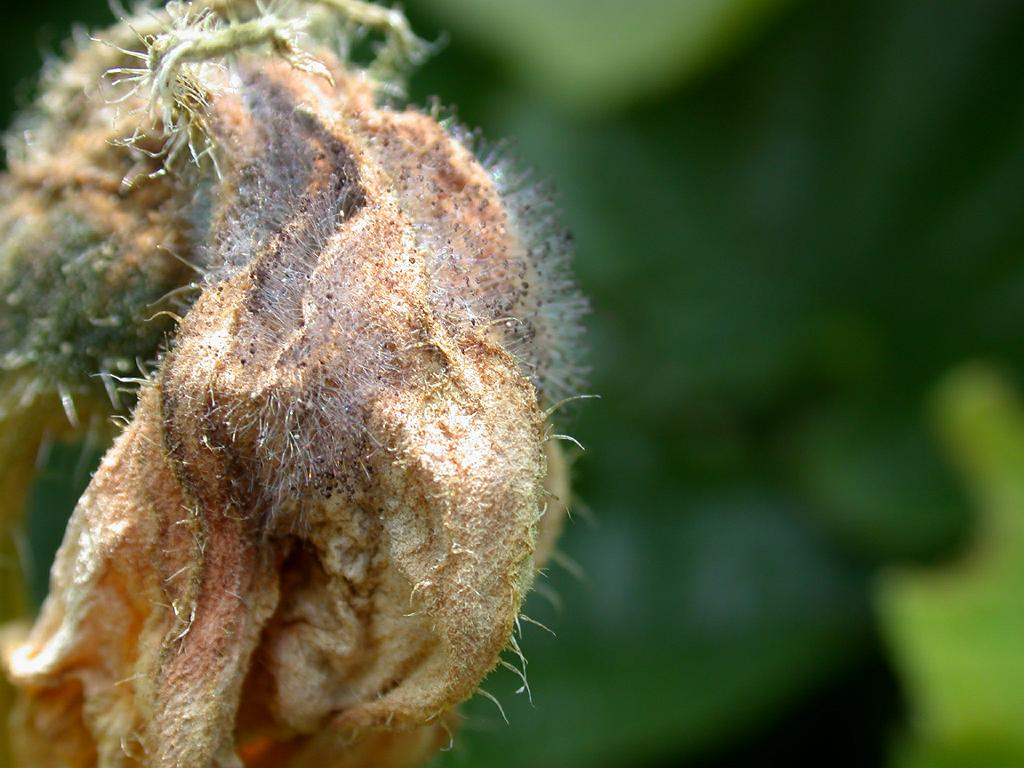
カボチャの花に生えるコウガイケカビ

名称は笄毛黴を意味しており、上記の単胞子性小胞子嚢をつけた菌糸を髪を整えるのに用いたへらである笄（こうがい）、特にその中でも女性が結髪に差して装身具としても用いた装飾性の高いものに例えたものである。

## 無性生殖

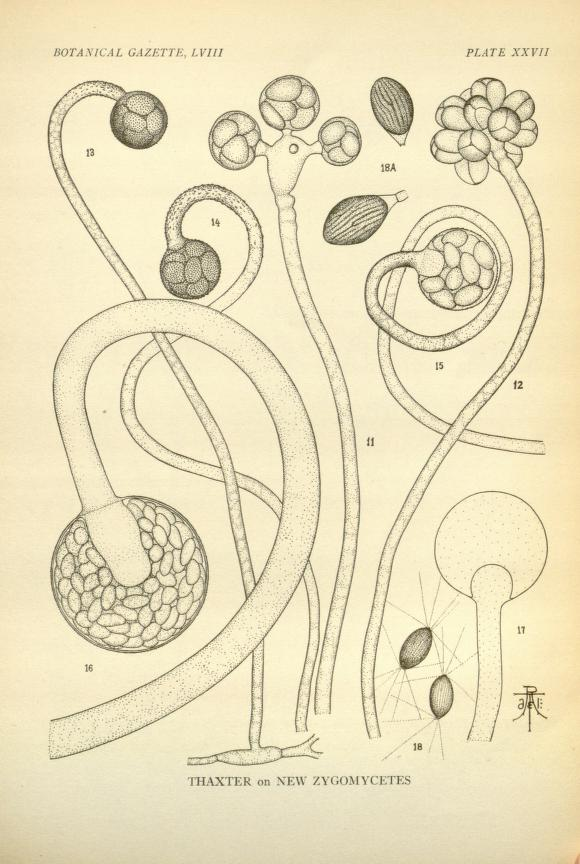
図版・無性生殖器官

このカビは、複数の無性生殖器官を形成する点にも特徴がある。

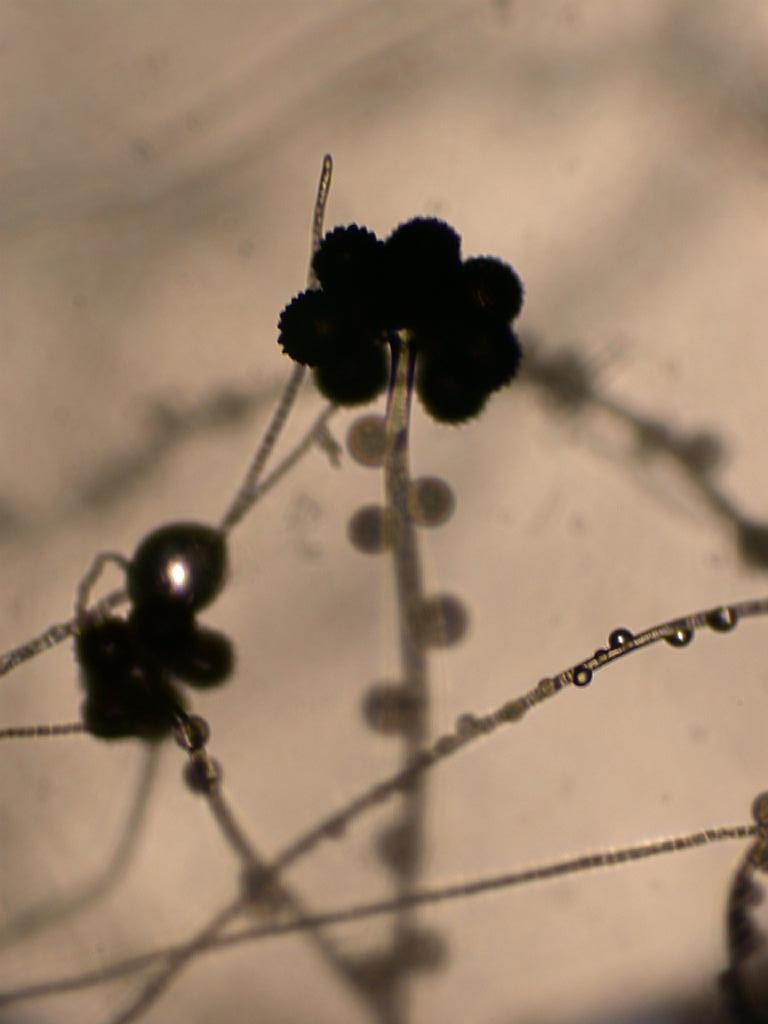
小胞子嚢(C. cucurbitarum)

しおれた花の上でよく見かけるのは小胞子嚢である。単胞子の小胞子嚢なので、かつては分生子とされた。小胞子嚢柄は分枝せずに基質から上に伸びる。柄は透明で硬く、光が当たると虹色に輝く。先端はやや膨らみ、不明瞭な頂嚢となる。頂嚢の上からはさらに小さな頂嚢が数個出て、その表面に多数の小胞子嚢を生じる。
小胞子嚢は、成熟すればその基部で離脱し、そのまま散布される。C. cucurbitarumの小胞子嚢は、楕円形で、胞子表面に長軸方向の筋模様が見える。小胞子嚢から胞子が放出されることはなく、そのまま発芽する。
また、大型の胞子嚢を形成する場合もある。胞子嚢柄は分枝せず、先端近くでやや巻き込むような形になる。胞子嚢は球形で、褐色である。胞子嚢壁は丈夫で、胞子を放出する時も融けることはなく、縦に二つに割れる。

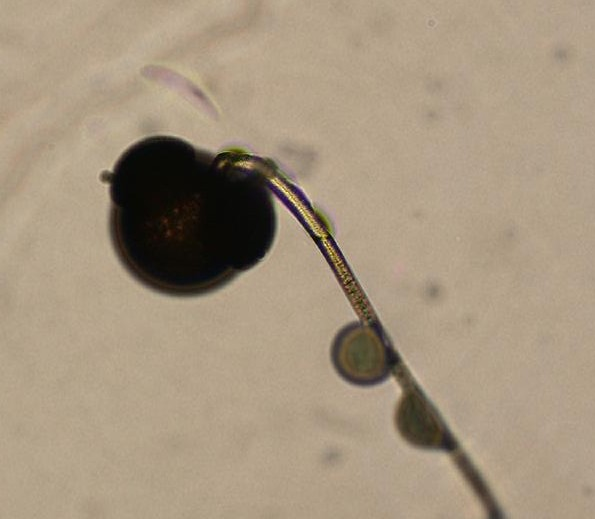
胞子嚢・胞子嚢壁が二裂して胞子塊がはみ出ている(C. cucurbitarum)

胞子嚢胞子は楕円形で、褐色を帯びる。胞子の表面には長軸方向に縦線が多数走っている。また、両端からは細い針状の突起が多数出ている。
これらの無性生殖器官のどれを形成するかは、周囲の環境によって決定される。大きい胞子嚢は、高温多湿の条件で形成されると言われ、この菌のついた花をシャーレなどで湿室培養すると、大きい胞子嚢を形成し始めることがある。

## 有性生殖
有性生殖は、自家不和合性であるので、好適な株同士が接触した時にのみ形成される。
好適な株の菌糸が互いに接触すると、そこから配偶子嚢が形成され、その先端が接触すると、そこに接合胞子嚢が作られる。接合胞子嚢は、やっとこに挟まれたような形になる。
接合胞子嚢は黒褐色で、球形をしており、その外壁は滑らかである。

## 生態・栄養など
高等植物の上で発見されることが多いが、周囲の土壌からもよく分離される。植物体の上では、しおれた花の上でよく見かけるほか、傷んだ果実などにも出現する。また、各種野菜のコウガイケカビ病の病原体となることも知られている。そのような場合、生きた組織をも攻撃するので、条件的寄生菌ともいえる。
培養する場合には、通常の培地でよく成長する。ただし、胞子形成はあまりよくない。
なお、低温には弱く、温度が一桁代になると死滅する。カビの培養株を保存する場合、低温で保存するのが通例であるが、この菌の場合には、常温で培養、植え継ぎをしなければならない。
低温に弱いのは、この菌が元来は熱帯性のものであるからであろう。日本などの温帯では、冬季は土壌中の接合胞子の形で過ごすものと考えられる。

## 分類
コウガイケカビ属には、熱帯を中心に十数種の記載種があるが、それぞれの種が独立のものであるかどうかには疑問があり、実際の種類数は諸説がある。Benny(2005)は2種のみを認めている。
多くの点で独特の特徴をもっていることから、コウガイケカビ科として独立させることが多い。
近縁の属としては、ブラケスレア(Blakeslea)、Poitrasia、ジルベルテラ(Gilbertella)の三つがある。
そのうち前二つは無性生殖、有性生殖ともにコウガイケカビに極めて似ている。
- ブラケスレアは、小胞子嚢に数個の胞子を含む。小胞子嚢柄の先端から数本の枝を出し、その先に球形の頂嚢をつけ、その表面に小胞子嚢をつける姿はなかなか美しい。
- Poitrasiaは、大きい胞子嚢だけをつけるものである。

ただし、これらの属の独立を認めるかどうかについても議論があり、かつてはすべてChoanephoraにまとめたこともある。
また、ジルベルテラは大型の胞子嚢を形成し、その形や胞子嚢胞子の形質がよく似ており、かつてはこの科に所属させたが、接合胞子嚢の形質がケカビ的で、この科のものとは異質であるとして分けられることが多くなった。しかし、分子系統の上からは、むしろ両者の近縁性が確認され、この科に戻った形になっている。